# Ван Гуанъи
Ван Гуанъи  (кит. упр. 王广义, пиньинь Wáng Guǎngyì; 1957, Харбин, провинция Хэйлунцзян) — известный китайский современный художник. Известен своими работами, в которых художник совмещает агитационные плакаты времен «культурной революции» и современные бренды, а также переосмысливает культ личности разных исторических персонажей: от Иисуса до Мао.
Стиль, в которых выполнены работы художника часто характеризуется экспертами как «политический поп-арт».

## Биография
Ван Гуанъи родился в 1957 году в Харбине, провинции Хэйлунцзян, в семье железнодорожного работника. Когда Ван Гуанъи учился в начальной школе, Китай охватила «культурная революция», что впоследствии окажет большое влияние на творчество художника. Как позднее вспоминал о своей юности сам художник:

В детстве я рос под солнцем Мао
В 1972 году Ван Гуанъи начал посещать курсы живописи при Харбинском Дворце детского творчества. Затем, в 1974, году, находясь в рядах хунвейбинов с тысячами учеников старших классов, был отправлен в сельскую местность на три года, где обучался у крестьян сельскохозяйственной работе. В начале 1970-х годов Ван Гуанъи работал художником агитационных плакатов, изображая на них рабочих, фермеров и солдат, а также писал портреты Великого кормчего. К моменту смерти Мао в 1976 году Ван Гуанъи уже четко знал, что его призвание — стать художником.
В 1977 году в Китае снова стали открываться закрытые в ходе Культурной революции академии художеств, и после трех лет попыток он, в конце концов, поступил в Чжэцзянскую академию изобразительных искусств (будущую Академию искусств КНР) на факультет масляной живописи. Начало обучения в Академии совпало с общей либерализацией, в первую очередь, в студенческой среде: в Китае стали публиковать переводы иностранной литературы, и Ван Гуанъи, как и многие его сокурсники, зачитывался Кантом, Гегелем и Ницше.
После окончания Академии в 1984 Ван Гуанъи вернулся в Харбин и какое-то время преподавал живопись в архитектурном училище при Харбинском технологическом институте. Здесь же с Шу Цюнем, Жэнь Цзянем и Лю Янем он организовал Северную арт-группу. Уже в следующем году он представил серию работ «Замершая северная пустыня», где холодные тона и довольно условные человеческие фигуры противопоставляются ярким и реалистичным крестьянам-солдатам-рабочим на агитационных плакатах, которые он рисовал в 70-е.
С 80-х годов Ван Гуанъи принимает участие в крупных выставках современного китайского искусства, но настоящую известность ему приносит серия работ «Великий критицизм». В 1993 году работы Ван Гуанъи впервые были представлены за рубежом на Биеннале в Венеции, после этого художник неоднократно принимал участие в выставках как на территории Китая, так и за его пределами.

## Творчество

### Раннее творчество (1980-е годы)
В этот период создается творческое объединение Северная арт-группу, на участников которой оказали влияние идеи Ницше, Шопенгауэра, Сартра, Фрейда и др. Главной задачей искусства художники видели создание системы новых идеалов и ценностей, принципиально отличных от сформированных в период тоталитарного режима и времен «культурной революции». Ван Гуанъи и другие участники группы были вдохновлены идеей построить новую культуру — «северную цивилизацию» взамен уже существовавшим, но пришедшим в упадок цивилизациям Запада и Востока.
В середине 80-х гг. Ван Гуанъи находился под влиянием творчества Пабло Пикассо и Фернана Леже. В это время в 1984—1986 гг. он пишет серии работ «Замороженный северный полюс» и «Постклассическая серия».
Все картины выполнены в холодном колорите, в синих, серых, темных оттенках, в них отражен идеальный рациональный мир правильных геометрических форм. Ван Гуанъи так писал о произведениях этих серий:

 В этих картинах фигуры должны напоминать вздымающийся к небу Страсбургский собор, величественный и великолепный, отбрасывающий широкие темные линии теней, его внушительные гармоничные формы должны передавать красоту возвышенных идеалов, воплощающих вечную гармонию идей гуманизма и здоровых чувств

В феврале 1989 года в Пекине состоялась выставка «Китай/Авангард», в которой кроме Ван Гуанъи также приняли участие такие известные современные китайские художники, как Фан Лицзюнь, Гэн Цзяньи, Чжан Сяоган, Чжан Пэйли, Сюй Бин и многих других. Ван Гуанъи представил на выставке 9 своих картин, включая работу «Мао AO» (1988), которая была продана в 2009 году на аукционе в Лондоне за 4,1 млн долларов. Образ Мао Цзэдуна, показанный одновременно как символа тоталитаризма и как бренд современной китайской культуры, обращенной на Запад, стал одним из наиболее популярных в работах Ван Гуанъи вплоть до середины 90-х годов.

### Великий критицизм (1990—2007)
Наиболее ярко идеи политического поп-арта раскрываются у Ван Гуанъи в работах серии «Великий критицизм» (1990—2007), среди которых: «Шанель № 19», «Кока-кола», «Энди Уорхол» и др. Ван Гуанъи путем сочетания идеологических символов тоталитарного общества с известными американскими рекламными слоганами и названиями брендов, показывает, к чему пришел Китай, и что для современной массовой культуры иконами эпохи являются популярные бренды.
По мнению искусствоведа и крупнейшего исследователя китайского современного искусства Карен Смит, популярность серии работ Ван Гуанъи «Великий критицизм», которые принесли художнику славу, сопоставима с успешностью известных брендов на Западе.

## Выставки

### Персональные выставки
- 1993: Galerie Bellefroid, Париж, Франция
- 1994: Hanart TZ Gallery, Гонконг
- 1997: Galerie Klaus Littmann, Базель, Швейцария
- 2001: Faces of Faith, Soobin Art Gallery, Сингапур
- 2003: Gallery Enrico Navarra, Париж, Франция
- 2004: Galerie Urs Meile, Люцерн, Швейцария
- 2006: Arario Gallery, Сеул, Южная Корея
- 2007: Galerie Thaddaeus Ropac, Париж, Франция
- 2008: Visual Politics, He Xiangning Art Museum, Шэньчжэнь, Китай
- 2008: Cold War Aesthetics, Louise Blouin Institute, Лондон, Великобритания
- 2011: The Interactive Mirror Image, Tank Loft, Chongqing Contemporary Art Center, Чунцин, Китай
- 2012: Thing-In-Itself: Utopia, Pop and Personal Theology, Today Art Museum, Пекин, Китай
- 2012: Cold War Aesthetics, Pujiang Oversea Chinese Town, Шанхай, Китай